# Fintan McCarthy
Fintan McCarthy (* 23. November 1996) ist ein irischer Leichtgewichts-Ruderer und zweifacher Olympiasieger.

## Sportliche Karriere
McCarthy trat im Leichtgewichts-Doppelvierer bei den U23-Weltmeisterschaften 2016 an und erreichte den fünften Platz. Im Jahr darauf belegte er zusammen mit seinem Zwillingsbruder Jacob McCarthy den achten Platz im Leichtgewichts-Doppelzweier, 2018 wurden die beiden Fünfte. Bei den Weltmeisterschaften 2018 in Plowdiw erreichten die beiden mit dem Leichtgewichts-Doppelvierer ebenfalls den fünften Platz.
2019 belegten die Brüder den fünften Platz bei den Europameisterschaften in Luzern. Beim Finale im Ruder-Weltcup 2019 trat Fintan McCarthy zusammen mit Paul O’Donovan an und belegte den zweiten Platz hinter dem deutschen Boot mit Jason Osborne und Jonathan Rommelmann. Bei den Weltmeisterschaften 2019 in Linz-Ottensheim siegten McCarthy und O’Donovan vor den Italienern Stefano Oppo und Pietro Ruta, das deutsche Boot erhielt die Bronzemedaille. Bei den Europameisterschaften 2020 trat McCarthy im Leichtgewichts-Einer an und erkämpfte die Bronzemedaille. O’Donovan und McCarthy gewannen bei den Europameisterschaften 2021 in Varese im Leichtgewichts-Doppelzweier vor den Deutschen Rommelmann und Osborne sowie den Italienern Oppo und Ruta. Mit dem gleichen Einlauf auf den Medaillenrängen endete auch die Regatta bei den Olympischen Spielen in Tokio.
2022 gewannen Fintan McCarthy und Paul O’Donovan sowohl bei den Europameisterschaften in München als auch bei den Weltmeisterschaften in Račice u Štětí vor Oppo und Ruta. 2023 belegte McCarthy zusammen mit Hugh Moore den sechsten Platz bei den Europameisterschaften 2023 in Bled. Drei Monate später bei den Weltmeisterschaften in Belgrad trat McCarthy wieder mit Paul O’Donovan an und verteidigte seinen Titel aus dem Vorjahr. Bei den Olympischen Spielen 2024 in Paris gewannen McCarthy und O’Donovan ihre zweite olympische Goldmedaille.